# Атамановка (Карымский район)
Атама́новка — село в Карымском районе Забайкальского края России. Входит в состав сельского поселения «Кайдаловское».
== География == село находится в центральной части района, на берегах реки Баяндарга (приток Ингоды), на расстоянии примерно 4 км (по прямой) к северо-востоку от посёлка городского типа Карымское. Площадь населённого пункта составляет 0,339 км².
Климат
Климат характеризуется как резко континентальный, сухой. Средняя температура самого холодного месяца (января) составляет −20 — −25°C, температура самого тёплого (июля) — 18°C. Среднегодовое количество атмосферных осадков составляет около 400 мм.

## История
Село основано в 1923 году.

## Население
| 1989 | 2002 | 2010 | 2021 |
| ---- | ---- | ---- | ---- |
| 199  | ↘168 | ↗205 | ↘63  |

Половой состав
По данным Всероссийской переписи населения 2010 года, в гендерной структуре населения мужчины составляли 43,9 %, женщины — соответственно 56,1 %.
Национальный состав
Согласно результатам переписи 2002 года, в национальной структуре населения русские составляли 86 % из 168 чел.

## Улицы
| - ул. Дачная, - ул. Луговая, \| valign="top" \| - ул. Телевизионная, - ул. Шоссейная. |

## Инфраструктура
В селе функционируют школа, сельский клуб, библиотека и фельдшерский пункт.